# Antoine Mondanga
 (novembre 2013).
Antoine Mondanga (~1919-1964) est un homme politique congolais.

## Biographie
Antoine Mondanga est né vers 1919 au village de Bosamboda dans l'actuelle province de la Mongala, territoire de Lisala. Il est le père d'Emony Mondanga.
Soldat dans la Force Publique et vétéran de Guerre 1940-45, il est démobilisé en 1955 avec le grade de Premier Sergent-Major comptable. Il entame ensuite une carrière politique et occupe les postes suivants :
- Chef du centre extra-coutumier de Lisala (équivalent de bourgmestre);
- Membre du conseil territorial (équivalent de conseiller municipal) ;
- Membre du conseil provincial de l’Équateur (équivalent de conseiller provincial) à Coquilhatville (Mbandaka) ;
- Membre du conseil de gouvernement (équivalent de député) à Léopoldville (Kinshasa) ;
- Membre du conseil de législation à Bruxelles (équivalent de sénateur), dont la majorité des membres était des Belges.

Titulaire de nombreuses distinctions honorifiques militaires et civiles pour avoir servi en Afrique, en Europe et au Moyen-Orient, il fut aussi l'un des instructeurs militaires de Somao et du futur président Joseph-Désiré Mobutu.
Il est mort à Léopoldville (Kinshasa) en 1964.